# Srba
Srba  (šupljozub, kacigarka, lat. Galeopsis) biljni rod iz porodice Lamiaceae. Pripada mu desetak vrsta jednogodišnjeg raslinja raširenog po velikim područjima Euroazije, uključujući i Hrvatsku, gdje je zabilježeno sedam vrsta.

## Vrste
1. Galeopsis × acuminata Rchb.
2. Galeopsis angustifolia Ehrh. ex Hoffm., uskolisni šupljozub
3. Galeopsis bifida Boenn., rascijepani šupljozub
4. Galeopsis × carinthiaca Porsch ex Fiori
5. Galeopsis × haussknechtii Ludw.
6. Galeopsis ladanum L.,  širokolisni šupljozub
7. Galeopsis × ludwigii Hausskn.
8. Galeopsis nana Otsch.
9. Galeopsis × polychroma Beck
10. Galeopsis pubescens Besser, dlakavi šupljozub
11. Galeopsis pyrenaica Bartl.
12. Galeopsis reuteri Rchb.f.
13. Galeopsis segetum Neck., žutičava srba
14. Galeopsis speciosa Mill., naočiti šupljozub
15. Galeopsis × sulfurea Druce
16. Galeopsis tetrahit L., obični šupljozub ili žutopjegava srba